# اسپلیت گیت
اسپلیت گیت (در زمان توسعه با عنوان کاری Splitgate: Arena Warfare شناخته می‌شد) یک بازی ویدئویی تیراندازی اول شخص چند نفره رایگان است که توسط 1047 Games ساخته و منتشر شده‌است. در ۲۴ مه ۲۰۱۹ برای لینوکس و مایکروسافت ویندوز در استیم و برای اکس اکس وان و پلی استیشن ۴ در ۲۷ ژوئیه ۲۰۲۱ منتشر شد. نسخه پلی استیشن ۵ و ایکس باکس سری X/S در سال ۲۰۲۲ عرضه شد. در ۲۵ آگوست ۲۰۲۱، سازندگان اعلام کردند که بازی به‌طور نامحدود در حالت بتا باقی خواهد ماند و در همان زمان Season Zero را منتشر کرد. بازی حول محور نبردهای علمی تخیلی الهام گرفته از هیلو در عرصه‌های نبرد می‌چرخد، جایی که بازیکنان می‌توانند درگاه‌های کرم‌چاله‌ای را بین دو نقطه روی نقشه که با نقاط سریپورتال مقایسه شده‌اند ایجاد کنند و سلاح‌ها را شلیک کنند یا از طریق آن پورتال‌ها سفر کنند.
عرضه کنسولی بازی به عنوان یک «بازنشر» در نظر گرفته می‌شود زیرا گیم پلی و سبک بازی کاملاً بازنگری شده‌است. در ۲ سپتامبر ۲۰۲۲، اعلام شد که به‌روزرسانی‌های اصلی بازی با اولین و آخرین به‌روزرسانی رسمی بازی که به زودی منتشر می‌شود، متوقف می‌شود و برچسب «بتا» در ۱۵ سپتامبر حذف می‌شود.

## توسعه
این بازی توسط 1047 Games مبتنی بر نوادا ساخته شده‌است. بنیانگذاران آن، ایان پرولکس و نیکلاس باگامیان، زمانی که در دانشگاه استنفورد برای تحصیل در رشته علوم کامپیوتر مشغول به تحصیل بودند، به عنوان یک پروژه مدرسه شروع به کار بر روی این بازی کردند. Proulx از پورتال و پورتال ۲ الهام گرفته بود و معتقد بود که مکانیک آن می‌تواند به خوبی به سایر ژانرهای بازی ویدیویی ترجمه شود. آنها به مدت شش ماه بدون بودجه روی این بازی کار کردند و سپس یک نسخه آزمایشی برای آزمایش کاربر منتشر کردند که به‌طور غیرمنتظره ای محبوب شد زیرا بازی در ماه اول انتشارش ۶۰۰۰۰۰ بار دانلود شد. فلسفه طراحی بازی شبیه به فورتنایت و راکت لیگ توصیف شد که در آن بازی «آسان برای یادگیری» اما «تسلط بر آن دشوار است».
این بازی در ۲۴ می ۲۰۱۹ به‌عنوان یک عنوان رایگان در استیم منتشر شد. ۱۰۴۷ گیمز پس از انتشار به کار روی بازی ادامه داد و مجموعاً ۱۰ میلیون دلار برای این پروژه تا می ۲۰۲۱ از سرمایه‌گذاران جمع‌آوری کرد. در ژوئن ۲۰۲۱، این شرکت اعلام کرد که این بازی برای پلی‌استیشن ۴، پلی‌استیشن ۵، ایکس‌باکس وان، و ایکس‌باکس سری X/S با پشتیبانی از بازی کراس‌پلتفرم عرضه خواهد شد.
در حالی که اسپلیت گیت پس از راه‌اندازی اولیه دسترسی زودهنگام خود در سال ۲۰۱۹ برای حفظ یک پایگاه پخش بادوام تلاش می‌کرد، این بازی با افزایش قابل توجهی از بازیکنان در اوایل ژوئیه ۲۰۲۱ شاهد افزایش قابل توجهی از بازیکنان بود که باعث شد در هفته اول از ۶۰۰۰۰۰ دانلود عبور کند. محبوبیت ناگهانی آن توسط توسعه دهندگان غیرمنتظره بود و باعث شد که بازی چندین بار برای رفع مشکلات سرور آفلاین شود. این منجر به به تعویق افتادن آن از دسترسی اولیه شد، در حالی که توسعه دهندگان تلاش کردند ظرفیت سرور را برای مدیریت بیش از ۱۰۰۰۰۰ بازیکن همزمان افزایش دهند. علیرغم تلاش‌ها برای افزایش ظرفیت سرور، یک سیستم صف برای محدود کردن تعداد بازیکنانی که وارد بازی می‌شوند پیاده‌سازی شد. توسعه‌دهندگان به‌روزرسانی‌هایی را در مورد وضعیت سرور در حساب‌های توییتر خود ارسال می‌کردند تا زمانی که سیستم در اوت ۲۰۲۱ حذف شد.
در سپتامبر ۲۰۲۲، توسعه‌دهندگان اعلام کردند که توسعه ویژگی‌ها در اسپلیت گیت را متوقف کرده‌اند تا روی دنباله‌ای که با استفاده از آنریل انجین ۵ ایجاد شده‌است، تمرکز کنند.

### فصل‌ها
| فصل | عنوان   | عادت زنانه                 | شرح |
| --- | ------- | -------------------------- | --- |
| ۰   | فصل صفر | ۲۵ اوت ۲۰۲۱–۲۷ ژانویه ۲۰۲۲ | فصل اول Splitgate شامل یک نقشه جدید به نام «ایستگاه کارمان»، یک حالت بازی جدید به نام «آلودگی»، یک بتل پس جدید که از پاس نبرد بتا ساخته می‌شود، و تغییرات تعادلی بود. |
| ۱   | فصل اول | ۲۷ ژانویه ۲۰۲۲ تا کنون     | فصل دوم Splitgate یک نسخه بتا خالق نقشه را اضافه کرد و تغییرات وفاداری جدیدی را در نقشه Foregone Destruction و همچنین یک نقشه شبیه‌سازی جدید به نام هتل به ارمغان آورد. همچنین شامل حالت‌های بازی جدید «Evolution» و «One Flag Capture the Flag»، یک بتل پس جدید با پوسته‌ها و سایر جوایز درون بازی، و برخی تغییرات گرافیکی در همه نقشه‌ها بود. |

## بازخورد
| گردآورنده | امتیاز |
| --------- | ------ |
| متاکریتیک | 68/100 |

| ناشر   | امتیاز |
| ------ | ------ |
| آی‌جی‌ان | 7.1/10 |

اسپلیت گیت در متاکریتیک امتیاز ۶۸/۱۰۰ را دریافت کرد. ساموئل هورتی از آی‌جی‌ان به بازی ۷٫۱/۱۰ امتیاز داد و گفت که در حالی که این بازی یک "شوتر اول شخص معمولی است. با این حال، او از نقشه‌های "بی مزه" بازی و تعداد بازیکنان کم آن انتقاد کرد که ایجاد مسابقات متعادل را دشوار می‌کرد. الکس سانتا ماریا از گیم رولوشن به بازی امتیاز ۷۰/۱۰۰ داد و گیم‌پلی آن را «به‌طور چشمگیری محکم» خواند، اما گفت که به «ظرافت بصری بیشتری» نیاز دارد و طراحی زره‌های بازی را با «بازی‌های فراموش‌شده مانند جوخه هشتم» مقایسه کرد. ایمن مولانا از New Straits Times به این بازی ۷/۱۰ امتیاز داد و تنوع گیم پلی آن را «قابل قبول» خواند، اما گفت که به محتوا و نقشه‌های بیشتری نیاز دارد.
پالیگان اسپلیت گیت را در فهرست بازی‌هایی که به‌عنوان «بهترین بازی‌های سال ۲۰۲۱» می‌دانستند، قرار داد.